# رونالد غوميز (لاعب كرة قدم)
رونالد غوميز (بالهولندية: Frederick Gomez)‏ (25 أكتوبر 1984 بأورنجستاد في أروبا - ) هو لاعب كرة قدم هولندي في مركز الدفاع. شارك مع منتخب أروبا لكرة القدم.

## وصلات خارجية
- رونالد غوميز على موقع قاعدة بيانات كرة القدم.إي يو (الإنجليزية)
- رونالد غوميز على موقع ناشيونال فوتبول تيمز (الإنجليزية)
- رونالد غوميز على موقع Soccerway.com (الإنجليزية)